# Кальсони

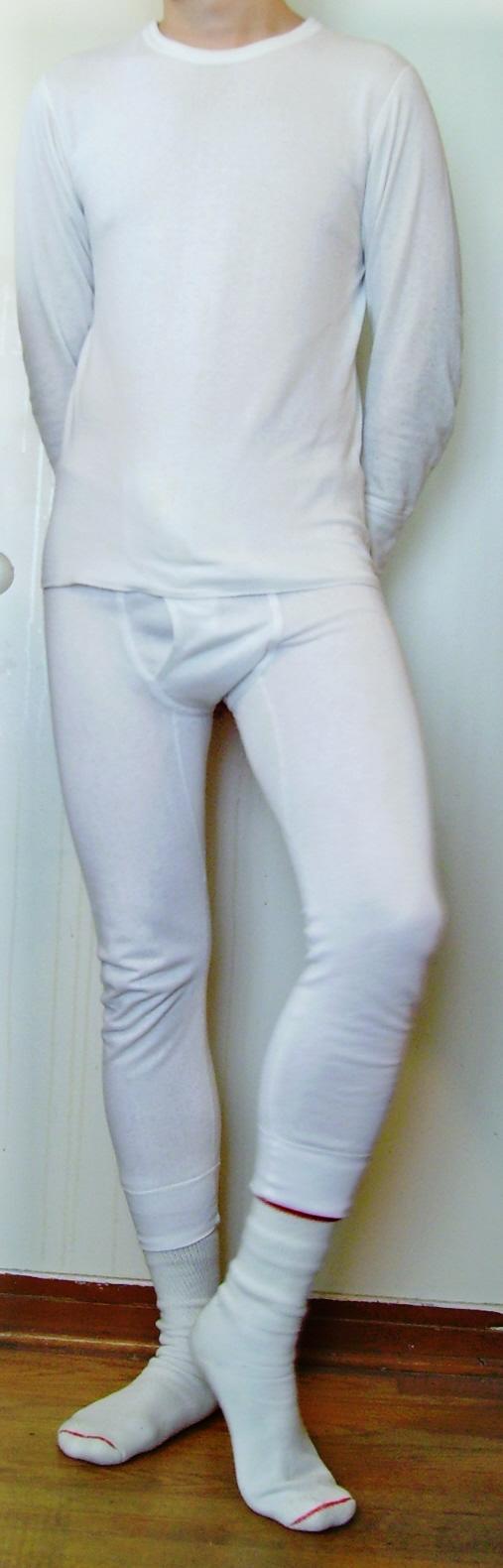
Чоловік в легких кальсонах, фуфайці і шкарпетках

Кальсо́ни (фр. caleçon, від італ. calzoni — «штани»), розм. підштаники, підштанки, заст. ґала́нки — нижні довгі штани, частіше чоловічі.
За часів Середньовіччя в Італії терміном calzoni позначалися роз'ємні панчохи-штани, іноді виконані з двох контрастних за кольором тканин. В XVI столітті так називалися всі види штанів, що мали довжину до колін.
В XVI столітті в Італії жінки для поїздки верхи надягали кальсони з вишитої тканини під сукню. Катерина Медічі ввела цю моду у Франції. Протягом XVII—XVIII століть кальсони залишалися приналежністю гардеробу літніх жінок, молоді надягали їх тільки для поїздки верхи.
У Європі чоловіча білизна в кінці XVIII століття отримала значну зміну — з'явилися вузькі трико-підштаники зі шкіри. Носили його для того, щоб створити ефект обтягнутих ніг кюлотами.
У 1770-х роках, після багатовікового забуття, відбулося відродження особистої гігієни. Чистота тіла ввійшла в моду. Виникла потреба міняти білизну набагато частіше, але дозволити це собі могли тільки багаті люди, оскільки спідня білизна продовжувало залишатися досить дорогою. Бувши спідньою білизною, підштанники не відрізнялися екстравагантними фасонами, але були дуже зручні. Підштаники шили з бавовни, льону, ситцю або шовку. У 1880-х роках Густав Єгер ввів в ужиток білизна з вовни (т. зв. «Єгерська білизна»), вважаючи її особливо корисною для здоров'я, незважаючи на те, що волокна вовни подразнюють шкіру.
З часу встановлення моди на криноліни (60-ті роки XIX століття) в дамський побут міцно увійшли кальсони. Скасування спідньої спідниці пізніше привело до укорочення жіночих кальсонів і застосуванню для їх шиття більш тонких тканин.
Спочатку в Україні спідні чоловічі штани називали підштаниками. Слово «підштанники» у другій половині XIX століття було витіснене із української мови французьким «кальсони».
Кальсони були двох видів: короткі для носіння під кюлоти і довгі — для носіння під панталони і штани. В музеї Вікторії та Альберта зберігаються панчохи, які найбільше нагадують шосси, але датуються 1795 роком. Вони пришиті до високого поясу (7,6 см) і виготовлені з еластичного матеріалу stockinette (трикотажу). Ззаду кроковий шов зашитий на 10 см. Зсередини ззаду для посадки були дві затяжки. У тій же колекції зберігаються короткі фланелеві drawers, які належали Томасу Куттсу. Висота пояса 7,6 см із застібкою на три ґудзики по переду. Ззаду присутні затяжки.
На початку XX століття випускалися підштанці двох фасонів — трохи нижче колін (полу кальсони) або до щиколоток, які використовувалися в залежності від погоди і верхніх штанів. У 1930-і роки стали випускатися (спочатку для занять спортом) все більш і більш короткі нижні штани — труси; одночасно скорочувався випуск полу кальсонів, які носилися в теплу погоду, а кальсони до щиколоток збереглися як білизна для прохолодної або холодної погоди.
Для припасування по фігурі кальсони зав'язували або застібали на попереку; спереду вони застібалися на ґудзики, краще якщо на перламутрові. Гульфик на кальсонах з'явився тільки після Першої світової війни. Зараз кальсони частіше випускають з еластичним поясом без ґудзиків.
Тепер кальсони (зазвичай до щиколотки) випускають легкими (з бавовни або шовку) і утепленими (з начосом, з вовни); поряд з кальсонами світлих «білизняних» тонів (білими, кремовими, блакитними) випускаються темні кальсони: сірі, чорні, темно-сині. Як і раніше кальсони популярні серед рибалок, мисливців, полярників, геологів (особливо так звана «термальна» двошарова білизна), є штатним одягом в Збройних силах України. Взимку в армії носяться теплі кальсони поверх літніх. Під час Другої світової війни, а точніше під час Німецько-радянської війни кальсони видавалися і жінкам, що дозволяло німцям виявляти партизанок. Останнім часом збільшується виробництво чоловічих колготок, які конкурують з кальсонами.